# Мыс Скуратова (Ямало-Ненецкий автономный округ)
Мыс Скура́това (также мыс Лабтасаля) — мыс на северо-западной оконечности полуострова Ямал. Расположен почти на 800 километров севернее Полярного круга.

## История исследования
Впервые описан участниками Великой Северной экспедиции 1733—1743 гг., современное название дано в 1894—1895 гг. по имени лейтенанта А. И. Скуратова, который совместно с С.Г. Малыгиным летом 1737 г., командуя ботом «Второй», обогнул полуостров Ямал и поднялся по Оби до города Берёзова. На карте Малыгина и Скуратова 1737 г. был обозначен как «м. Толстой».

## География
Мыс Скуратова расположен на северо-западе полуострова Ямал (Ямальский район, Ямало-Ненецкий автономный округ, Россия) и омывается водами Карского моря. Имеет крючкообразную форму. Пролив Малыгина, отделяющий Ямал от острова Белый начинается в 17 км к востоку. Расстояние до острова Белый — 19 км. Глубина вод у мыса до 8 метров. Целиком покрыт песчаными наносами, растительность отсутствует.